# Eumaragma orthiopis
Eumaragma orthiopis är en fjärilsart som beskrevs av Edward Meyrick 1933. Eumaragma orthiopis ingår i släktet Eumaragma och familjen Crambidae. Inga underarter finns listade i Catalogue of Life.